# Бруно (город, Миннесота)
Бруно (англ. Bruno) — город в округе Пайн, штат Миннесота, США. На площади 2,6 км² (2,6 км² — суша, водоёмов нет), согласно переписи 2002 года, проживают 102 человека. Плотность населения составляет 39,4 чел./км².
- Телефонный код города — 320
- Почтовый индекс — 55712
- FIPS-код города — 27-08290[1]
- GNIS-идентификатор — 0640554[2]